# العلاقات الإندونيسية الإيرانية
العلاقات الإندونيسية الإيرانية هي العلاقات الثنائية التي تجمع بين إندونيسيا وإيران.

## مقارنة بين البلدين
هذه مقارنة عامة ومرجعية للدولتين:
| وجه المقارنة                                              | إندونيسيا         | إيران                    |
| --------------------------------------------------------- | ----------------- | ------------------------ |
| المساحة (كم2)                                             | 1.90 مليون        | 1.65 مليون               |
| عدد السكان (نسمة)                                         | 263.99 مليون      | 79.97 مليون              |
| الكثافة السكانية (ن./كم²)                                 | 138.94            | 48.47                    |
| العاصمة                                                   | جاكرتا            | طهران                    |
| اللغة الرسمية                                             | اللغة الإندونيسية | لغة فارسية               |
| العملة                                                    | روبية إندونيسية   | ريال إيراني              |
| الناتج المحلي الإجمالي (بليون دولار)                      | 1.02 تريليون      | 439.51 مليار             |
| الناتج المحلي الإجمالي (تعادل القوة الشرائية) بليون دولار | 2.85 تريليون      | 1.36 تريليون             |
| الناتج المحلي الإجمالي الاسمي للفرد دولار أمريكي          | 3.35 ألف          |                          |
| الناتج المحلي الإجمالي للفرد دولار أمريكي                 | 10.52 ألف         |                          |
| مؤشر التنمية البشرية                                      | 0.684             | 0.766                    |
| رمز المكالمات الدولي                                      | +62               | +98                      |
| رمز الإنترنت                                              | .id               | .ir،                     |
| المنطقة الزمنية                                           |                   | ت ع م+03:30، توقيت إيران |

## مدن متوأمة
في ما يلي قائمة باتفاقيات التوأمة بين مدن إندونيسية وإيرانية:
- ترتبط سورابايا مع مشهد باتفاقية توأمة منذ 21 مايو 2009.[14][14][15][14]
- ترتبط جاكرتا مع يزد باتفاقية توأمة منذ 23 أكتوبر 1989.

## منظمات دولية مشتركة
يشترك البلدان في عضوية مجموعة من المنظمات الدولية، منها:
| علم المنظمة | اسم المنظمة                                                | تاريخ انضمام إندونيسيا | تاريخ انضمام إيران |
| ----------- | ---------------------------------------------------------- | ---------------------- | ------------------ |
|             | مؤسسة التنمية الدولية                                      | 20 أغسطس 1968          | 10 أكتوبر 1960     |
|             | يونسكو                                                     | 27 مايو 1950           | 6 سبتمبر 1948      |
|             | وكالة ضمان الاستثمار متعدد الأطراف                         | 12 أبريل 1988          | 15 ديسمبر 2003     |
|             | الأمم المتحدة                                              | 28 سبتمبر 1950         | 24 أكتوبر 1945     |
|             | العملية المشتركة للاتحاد الأفريقي والأمم المتحدة في دارفور | ?                      | ?                  |
|             | الفريق المعني برصد الأرض                                   | ?                      | ?                  |
|             | الاتحاد البريدي العالمي                                    | ?                      | ?                  |
|             | البنك الدولي للإنشاء والتعمير                              | 13 أبريل 1967          | 29 ديسمبر 1945     |
|             | المنظمة الهيدروغرافية الدولية                              | ?                      | ?                  |
|             | منظمة التعاون الإسلامي                                     | ?                      | ?                  |
|             | منظمة حظر الأسلحة الكيميائية                               | ?                      | ?                  |
|             | مؤسسة التمويل الدولية                                      | 23 أبريل 1968          | 28 ديسمبر 1956     |
|             | منظمة الشرطة الجنائية الدولية                              | 5 أكتوبر 1954          | ?                  |

## وصلات خارجية
- موقع وزارة الخارجية الإندونيسية
- موقع وزارة الخارجية الإيرانية